# Résurrection (film, 1923)
Pour plus de détails, voir Fiche technique et Distribution.
Résurrection est un film français réalisé par Marcel L'Herbier, sorti en 1923.

## Fiche technique
- Titre : Résurrection
- Réalisation : Marcel L'Herbier
- Assistant réalisateur : Alberto Cavalcanti
- Scénario : Marcel L'Herbier, d'après le roman de Léon Tolstoï
- Photographie : Georges Specht
- Décors : Alberto Cavalcanti
- Pays de production :  France
- Société de production : Cinégraphic
- Société de distribution :
- Format : Noir et blanc - 1,33:1 - 35 mm - Muet
- Genre : Drame
- Date de sortie : 
  - France : 1923

## Distribution
- Emmy Lynn : la Maslowa
- Jori Sarnio : le prince Nekludov
- Philippe Bibesco : Kolavov
- Édouard Hardoux : le président du tribunal
- Renée Carl
- Noémie Scize
- Jacques Christiany
- Johanna Sutter
- Claire Prélia
- Lili Samuel
- Marcel Soarez

## Autour du film
Le film a été interrompu en raison de la maladie de L'Herbier et est resté inachevé.